# Salosje (Kursk)
Salosje (russisch Залозье) ist eine Siedlung (ländlichen Typs) in der Oblast Kursk in Russland. Sie gehört zum Rajon Chomutowka und zur Landgemeinde (selskoje posselenije) Glamasdinski selsowjet.

## Geographie
Der Ort liegt gut 109 km Luftlinie nordwestlich des Oblastverwaltungszentrums Kursk im südwestlichen Teil der Mittelrussischen Platte, 6,5 km südöstlich des Rajonverwaltungszentrums Chomutowka, 7,5 km vom Sitz des Dorfsowjet – Glamasdino, 15,5 km von der Grenze zwischen Russland und der Ukraine, an der Quelle des Flusses Chatuscha (Nebenfluss des Sew).

### Klima
Das Klima im Ort ist wie im Rest des Rajons kalt und gemäßigt. Es gibt während des Jahres eine erhebliche Niederschlagsmenge. Dfb lautet die Klassifikation des Klimas nach Köppen und Geiger.

## Bevölkerungsentwicklung
| Jahr | Einwohner |
| ---- | --------- |
| 2002 | 17        |
| 2010 | 1         |

Anmerkung: Volkszählungsdaten

## Verkehr
Salosje liegt 11 km von der Fernstraße föderaler Bedeutung M3 Ukraina (Moskau – Kaluga – Brjansk – Grenze zur Ukraine), 9 km von der Straße A 142 (Trosna – M3 Ukraina), 2 km von der Straße regionaler Bedeutung 38K-040 (Chomutowka – Rylsk – Gluschkowo – Tjotkino – Grenze zur Ukraine), 2,5 km von der Straße 38K-003 (Dmitrijew – Berjosa – Menschikowo – Chomutowka), 2 km von der Straße interkommunaler Bedeutung 38N-708 (38K-040 – Pody – Petrowskoje) und 37,5 km vom nächsten Bahnhof Arbusowo (Eisenbahnstrecken Nawlja – Lgow-Kijewskij und Arbusowo – Luschki-Orlowskije) entfernt.
Der Ort liegt 195 km vom internationalen Flughafen von Belgorod entfernt.